# Échasseurs namurois
Les Échasseurs namurois sont des jouteurs sur échasses de la ville de Namur, en Belgique. Le terme échasseur provient du wallon namurois chacheu, qui désigne le jouteur sur échasses. Actifs depuis plus de 600 ans, les Échasseurs namurois sont un des plus vieux groupe d’ėchassiers du monde.

## Historique

### Apparition auXVesiècle
La plus vieille trace prouvant l’existence de joutes sur échasses à Namur date de 1411 sous la forme d'un interdit promulgué le 8 décembre par le Comte Guillaume II de Namur. Celui-ci interdit la pratique de l'échasse à toute personne de plus de 13 ans sous peine d’une amende et de voir les échasses confisquées : « Oyés, Oyés, qu’on vous fait assavoir de par nostre très redobteit seingneur, monseingneur le comte, son mayeur et ses eskevins de Namur, que ne doit nuls qui voise ne monte sur escache pour escachier ne pour josteir, qui ait plus d’eaige au plus de XIII ans, si halt que sur l’amende à l’enseignement d’eskevin et les escaches perdues. »
Cet édit a été symboliquement abrogé en 2011 dans le cadre des festivités du 600e anniversaire du groupe.
Le fait que le Comte ait eu besoin en 1411 d’interdire une telle pratique laisse à penser que les combats sur échasses étaient encore plus anciens à Namur. Néanmoins il n’en existe aucune preuve formelle.
Félix Rousseau attribue l'origine des échasseurs au fait qu'au Moyen Âge, à chaque crue de la Sambre, de la Meuse et du Houyoux, les rues de Namur étaient inondées. En ces circonstances les Namurois prirent l'habitude d'utiliser des échasses pour se déplacer. Par la suite, les Namurois ont utilisé les échasses pour se défier entre quartiers.
Rapidement les combats d’échasseurs deviennent une fierté locale. Ainsi dès 1438, un premier grand personnage se voit présenter un combat d’échasses en son honneur lors de sa visite à Namur. Il s’agit du duc de Bourgogne, Philippe le Bon.

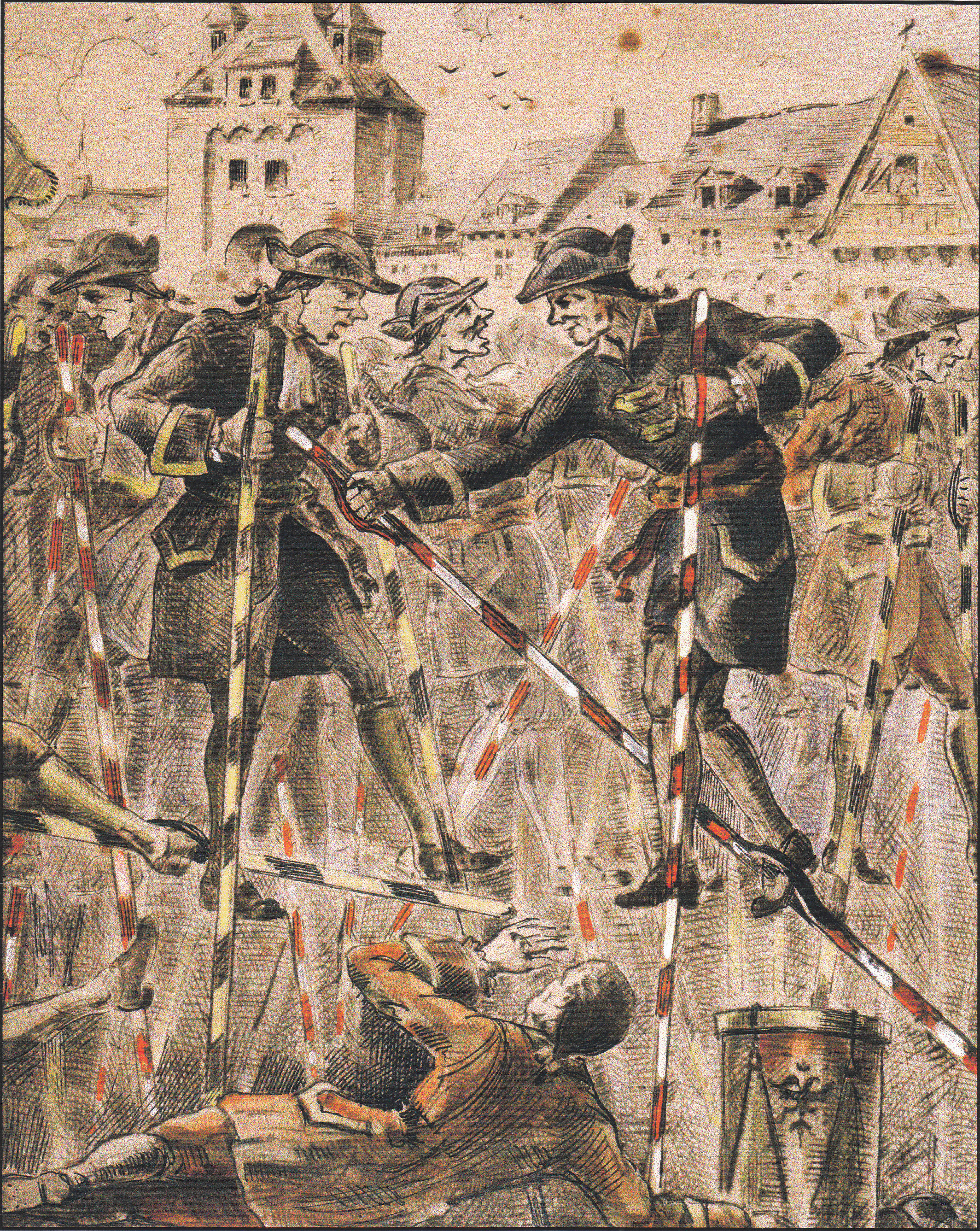
Échasseurs représentés par Auguste Donnay

### LeXVIesiècle: naissance des Mélans et des Avresses
Au début du XVIe siècle, trois brigades se font face. Celle des Mélans de la vieille ville, celle de la Neuveville (plus tard appelée "Avresses") et celle des Piedeschaux qui disparaît rapidement.
De grands personnages assistent à Namur à des combats d'échasseurs : Charles Quint (1515 et 1530), Marie de Hongrie (1535), Ferdinand Ier de Habsbourg, Roi des Romains (1540), le Prince d'Espagne, futur Philippe II (1549). Les Archiducs Albert et Isabelle se voient offrir un combat à Tervueren (1599). Dès le XVIe siècle, les échasseurs sont devenus les ambassadeurs de leur ville...
À cette époque la tenue des jouteurs et la couleur de leurs échasses varient encore fortement. Néanmoins, le jaune et noir des Mélans et le rouge et blanc des Avresses commencent à apparaître. Ainsi en 1549 le futur Philippe II d'Espagne assiste à un combat (qu'il apprécie d'ailleurs beaucoup) entre des échasseurs portant la croix de Bourgogne (croix rouge sur fond blanc) et d'autres portant les armes de l'empire (un aigle noir sur fond jaune).
Par ailleurs l'origine des noms "Mélans" et "Avresses" apparus à cette époque restent aujourd'hui un mystère.

### L'âge d'or duXVIIesiècle
Au XVIIe siècle, les échasseurs namurois sont célèbres dans tous les Pays-Bas. On fait parfois plusieurs jours de voyage pour assister aux grands combats qui se donnent à l'occasion du carnaval.

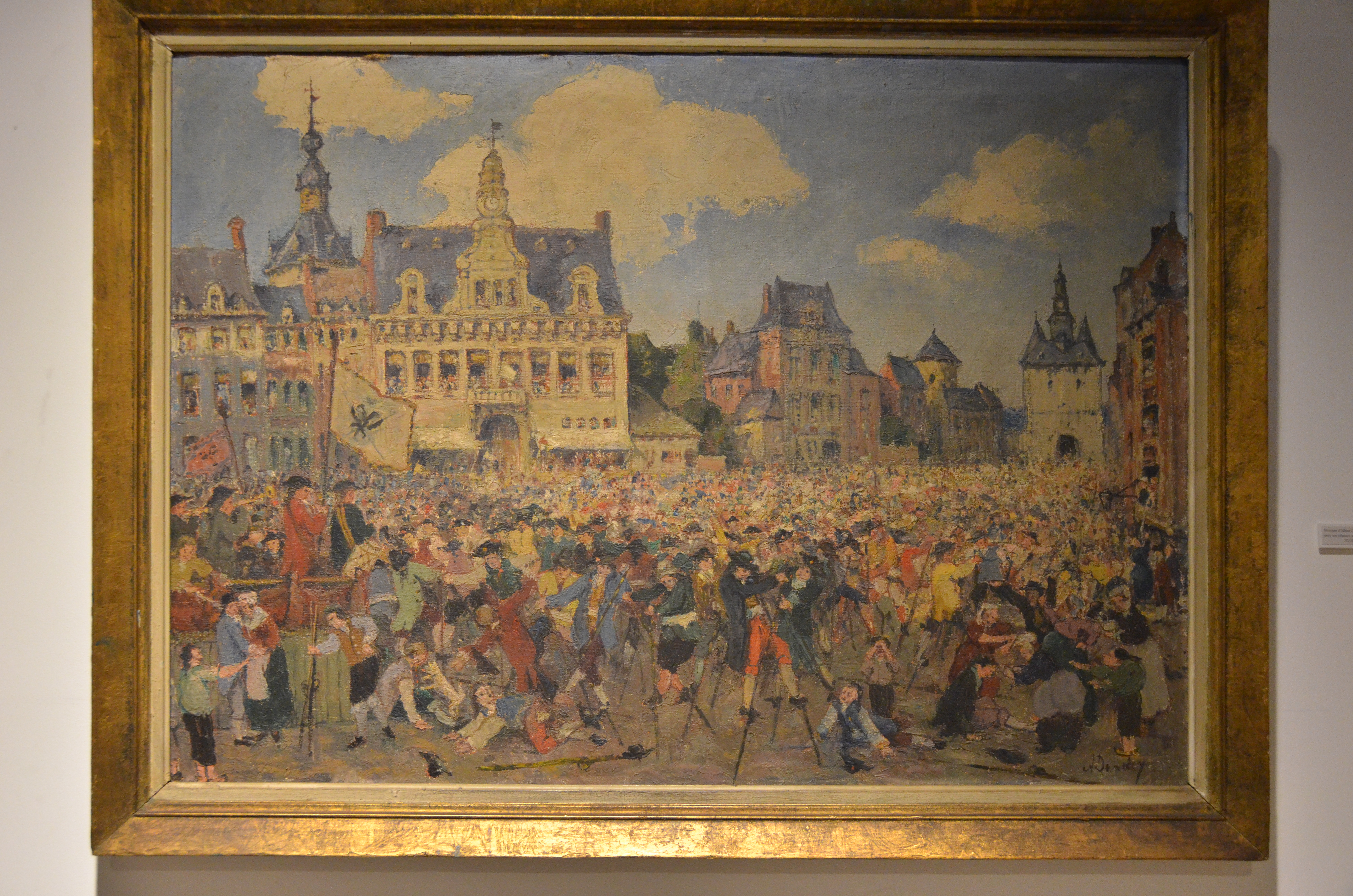
Échasseurs sur la Marché Saint-Rémi - Dandoy

Contrairement aux combats donnés aux visiteurs prestigieux, qui ne rassemblent qu'une centaine de jouteurs d'élites, les combats de masse du carnaval mettaient aux prises de 1 500 à 2 500 jouteurs sur le marché Saint Rémi.
C'est à cette époque que le Comte de Wallef écrit un "poème héroïque" de plus de 30 pages relatant le combat du carnaval 1678.
Signalons enfin qu'en 1693, les échasseurs présentent un combat à Louis XIV, de passage à Namur.

### XVIIIesiècle: un Tsar et des brigades
Le grand combat du XVIIIe siècle est donné en juin 1717 devant le Tsar de Russie, Pierre le Grand. Les sources d'époque nous apprennent que le Tsar adora : "Sa Majesté, tesmoigna tant de joye et contentement dudit combat, que ceux de sa cour asseurèrent que depuis plus de dix ans, ils ne l'avoient vu d'une humeur si gaye et satisfait".

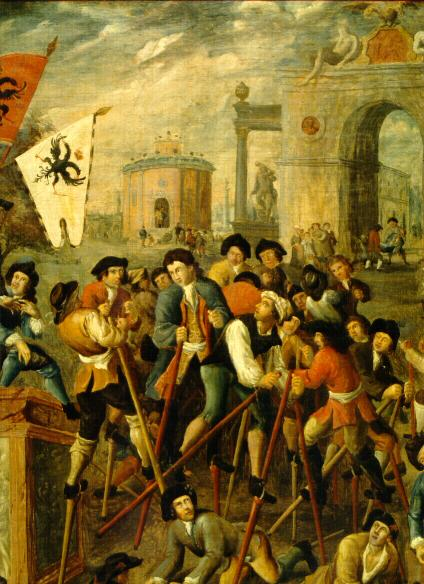
Huile sur toile du Musée de Croix de Namur représentant les Échasseurs

D’autres grands personnages continuent tout au long du siècle à assister à des combats d’échasseurs : le Prince d’Orange (1732), le Roi Louis XV (1747), le Maréchal de Saxe (1748), l’Archiduc Maximilien d’Autriche (1774).
C’est au milieu du XVIIIe siècle, que se forment au sein des Mélans et des Avresses différentes brigades organisées soit sur base géographique, soit sur base professionnelle. On en a identifié 15 pour les Mélans et 20 pour les Avresses. Citons par exemple pour les Mélans les brigades de la Plume, des Grenadiers noirs ou des Racasseux (vétérans). Pour les Avresses on voit par exemple les brigades de Malonne, de la Rue de Fer, des charpentiers ou des tailleurs de pierre.
Le tournant du siècle marque également le début des ennuis pour les échasseurs. Les autorités de la ville, lassées des désordres occasionnés par les rivalités entre jouteurs interdisent de plus en plus fréquemment les combats.

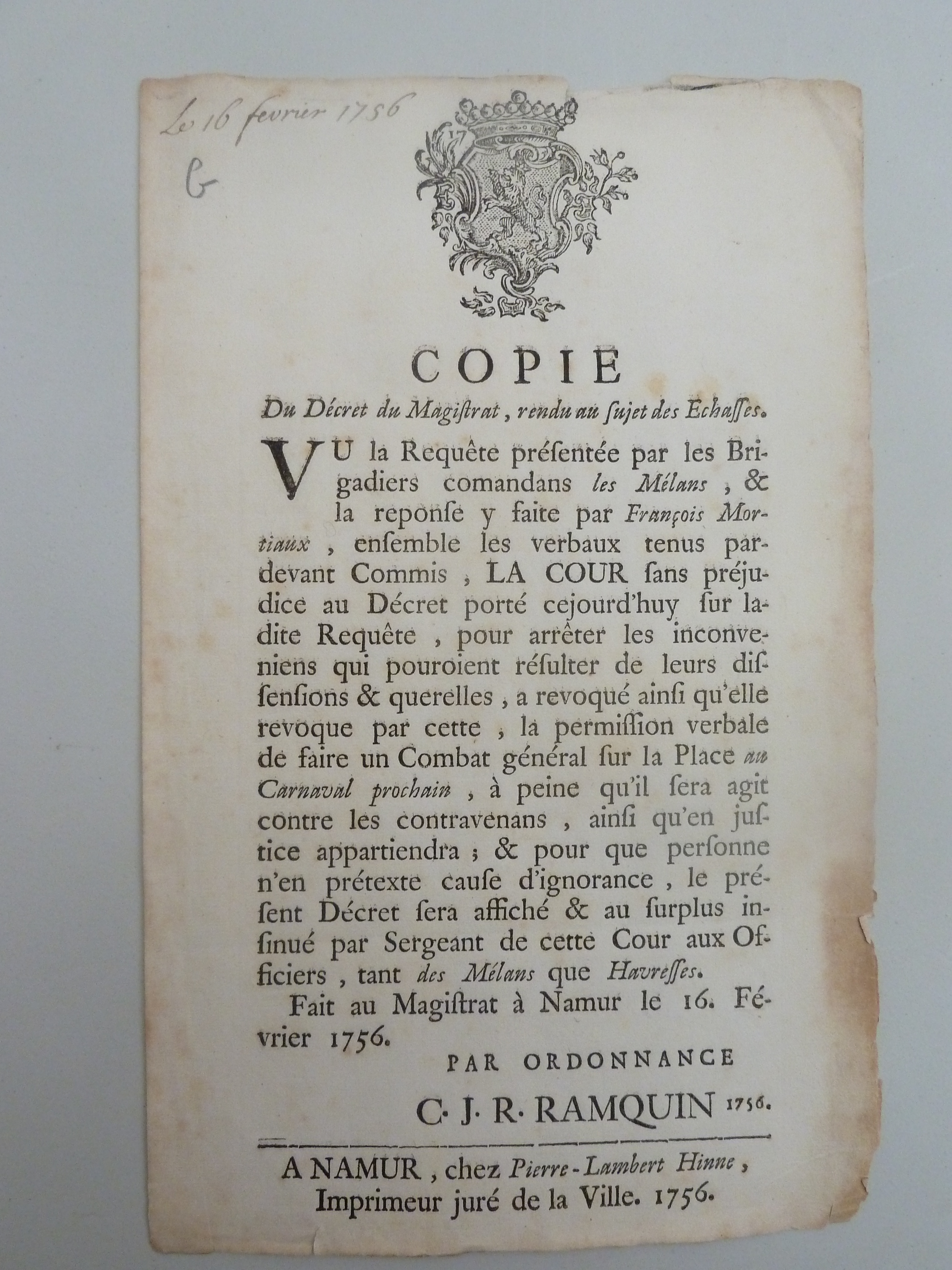
Interdiction des joutes sur échasses - 1756

### LeXIXesiècle, où tout aurait pu s'arrêter ...
À la suite des interdits du XVIIIe siècle, le nombre de jouteurs se réduit fortement. Ce sont donc des troupes plus réduites qui accueillent en 1803 Napoléon Bonaparte (alors Premier Consul) et Guillaume d'Orange en 1814.
Mais l'incident qui faillit mettre fin à une tradition séculaire se produisit le 29 septembre 1849. La famille royale au grand complet était à Namur pour inaugurer une exposition horticole provinciale. Le cortège royal fit de nombreuses pauses afin d’écouter les discours, ce qui donna pas mal de temps aux jouteurs pour se 'desaltérer'. Lorsqu’arriva le moment de la joute sur la place St Aubain, celle-ci tourna au barnum. Plus saouls les uns que les autres, les échasseurs titubaient et tombaient les uns sur les autres par paquets entiers. Les enfants royaux étaient très réjouis de ce spectacle mais les autorités de la Ville n’apprécièrent pas vraiment. La semaine suivante, le collège communal décida la confiscation des échasses.
Bien qu’on puisse supposer que la pratique resta vivante dans certaines familles, il n’y eut plus de combats officiels à Namur durant le reste du XIXe siècle.
Notons enfin que c’est à cette époque que Collin de Plancy inventa de toutes pièces la légende des échasseurs namurois dans son livre  « légende des origines ».

### La renaissance duXXesiècleet les premiers voyages internationaux
Le 21 mai 1929, le journal « Vers l’Avenir » signale que les échasseurs sont à nouveau vivants à Namur. Ils participent d’ailleurs aux festivités du Cortège Marial de 1935,1937 et 1941. En cette même année, les échasseurs connaissent leur première expérience internationale, à l’occasion du Congrès de Folklore et des loisirs du travailleur qui se tient à Hambourg.

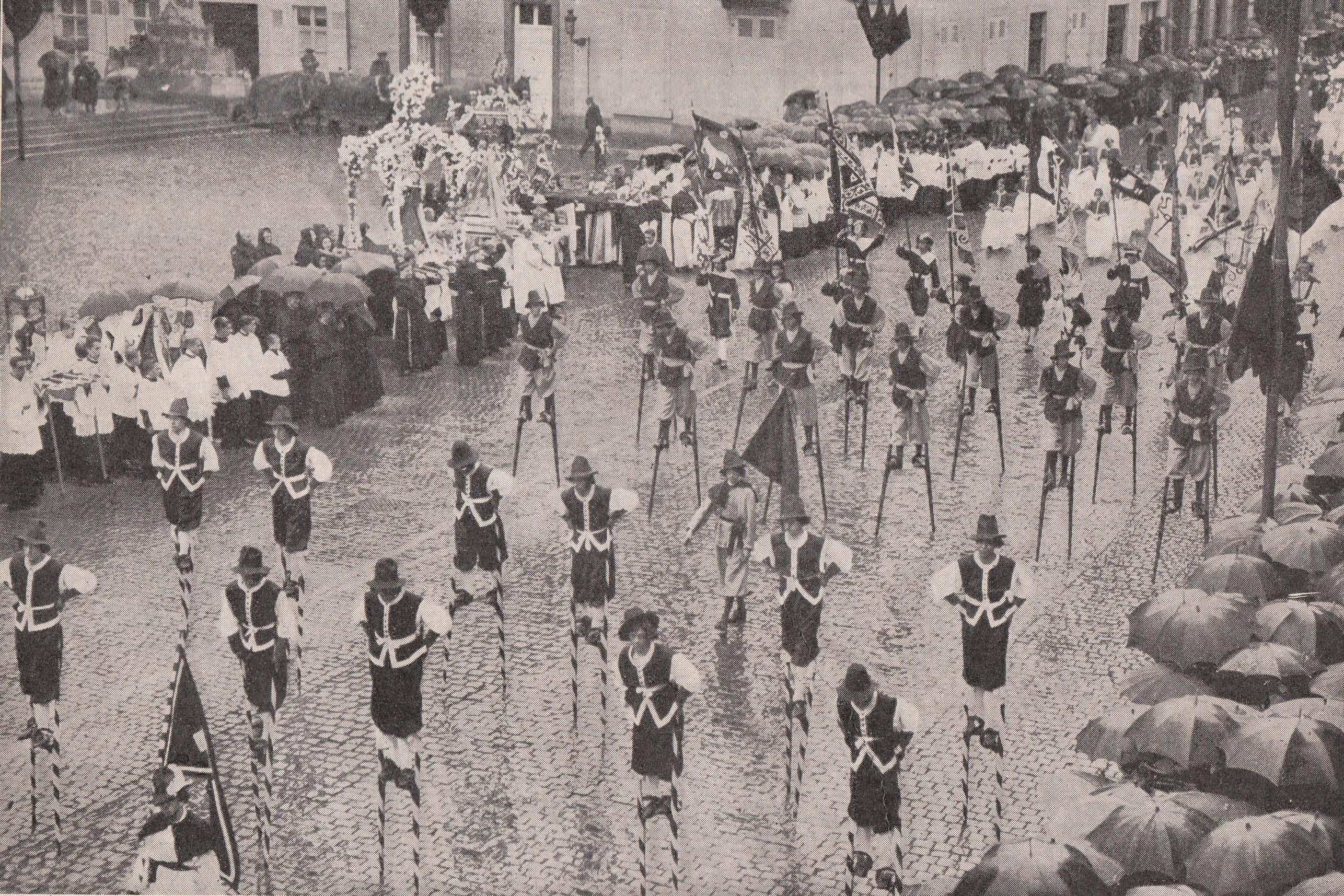
26 juillet 1936 - Patriote illustre

La Seconde Guerre mondiale et son cortège de malheurs donnera l’occasion aux Namurois de montrer leur  attachement à leurs échasseurs. Dès décembre 1940, Victor Vallair édite à Namur un journal clandestin de la résistance. Il lui donne pour nom « l’Echasseur » .
Quand en 1945 des brigades sont formées en Belgique libérée afin de continuer la lutte contre les Allemands, les volontaires namurois du 16e régiment de fusiliers NACHAR décident de porter des échasses entrecroisées sur leurs insignes.
À partir de 1950, le groupe se restructure et se développe notamment sous l’impulsion de Félix Rousseau. Outre une forte présence durant les fêtes de Wallonie, les échasseurs présentent de plus en plus leur folklore à l’étranger avec notamment des prestations appréciées au Canada, aux États-Unis, au Mexique, en Chine ou aux Seychelles.

### 600 ans!

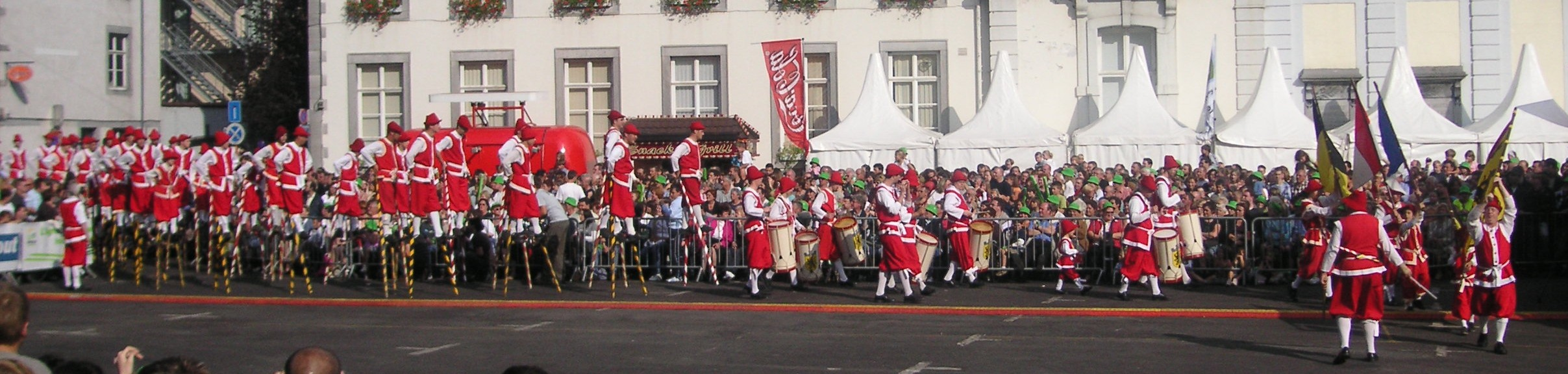
Joute sur la Place Saint-Aubain

C'est en 2011 que le groupe fête ses 600 ans d'existence. Pour l'occasion, de nombreuses activités sont organisées et permettent à chaque Namurois d'en connaitre un peu plus sur ce folklore ainsi que sur d'autres groupes. Namur organise à cette occasion un festival mondial de l’échasse regroupant des échassiers venus de 4 continents (notamment des États-Unis, de Malaisie et du Togo). Une exposition est également organisée qui bat tous les records d’affluence de l’espace Beffroi de Namur. Enfin les enfants de 9 écoles primaires de la Ville présentent, à l’occasion des fêtes de Wallonie, un spectacle qui fait date sur l’histoire des échasseurs.

### Mixité
A l'occasion de l'édition 2022 des fêtes de Wallonie, alors que l'UNESCO venait d'inscrire les échasseurs namurois sur la liste du patrimoine culturel immatériel de l’humanité en décembre 2021, s'est tenue la première édition de l'échasse de diamant, combat d'échasses destiné aux femmes qui vit les 13 premières jouteuses s'opposer.

## Le combat

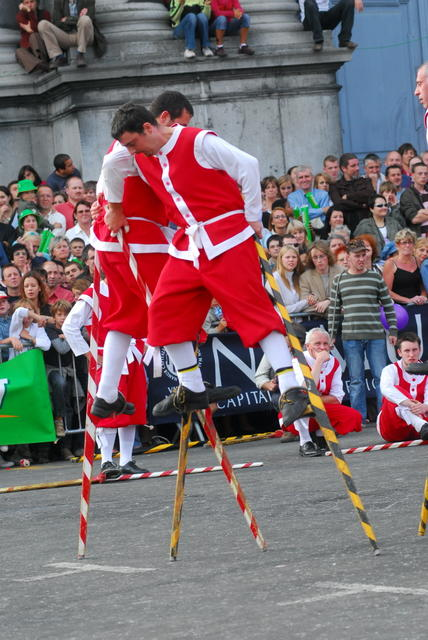
Un Mélan et un Avresse tentent de se faire tomber sur la Place Sainte-Aubain durant le combat pour l'échasse d'or.

Les jouteurs sont répartis en deux compagnies. Les Mélans et les Avresses. Jadis, le terme Mélans désignait la brigade des échasseurs du centre de la ville, alors que les Avresses venaient des villages aux alentours de Namur. De nos jours cette distinction géographique n'est plus de mise bien que chaque compagnie continue à représenter symboliquement ses quartiers d’origine.
Les Mélans possèdent des échasses noires et jaunes tandis que les Avresses en ont de couleurs rouges et blanches. L'habit traditionnel est le même pour les deux brigades et se compose de rouge et de blanc.
Durant le combat, les jouteurs s'efforcent de faire tomber les adversaires de l'autre groupe en utilisant divers procédés: bourrades de l'épaule, parades de coudes, "côps d'pougn è stoumac", blocages de l'échasse, génuflexions,...
L'objectif de la joute est simple : faire tomber l'ensemble des jouteurs adverses. Une fois au sol un jouteur ne peut en effet plus remonter sur ses échasses. Le plus souvent, le combat s'arrête lorsqu'une des deux équipes occupe seule l'aire de joute.
Il peut cependant arriver que les échasseurs offrent un "bout-a-tot" ("jusqu'au bout"). Dans ce cas les jouteurs restant de la brigade victorieuse s'affrontent pour désigner le vainqueur individuel. Le "bout-a-tot" est offert pour honorer un visiteur de marque ou pour remercier un public particulièrement chaleureux. Il est également systématique lors du grand combat de l'échasse d'or.

## Échasse d'or et de diamant
Le combat de l'échasse d'or est organisé le troisième dimanche de septembre, place Saint-Aubain, à  Namur, dans le cadre des fêtes de Wallonie. Le combat se déroule en deux temps: le combat général, suivi du 'bout-à-tôt'. Il est suivi par une foule nombreuse massée entre la cathédrale Saint-Aubain et le palais provincial.
Lors du combat général, les Mélans et les Avresses engagent le combat en essayant de faire tomber le plus de jouteurs de l'équipe adverse. Au fur et à mesure, les plus faibles sont éliminés et ne restent que les plus expérimentés. Le combat général est bien un combat d'équipe et le but est de faire tomber l'ensemble des représentants de l'équipe adverse.
Lorsqu'il ne reste plus qu'une des deux brigades, le combat continue entre les échasseurs restants. Le vainqueur est le dernier à rester debout sur ses échasses sans tomber. Il reçoit l'échasse d'Or et fête son titre en sautant quelques instants sur une échasse. Il portera son titre pour un an avant de le remettre en jeu l'année suivante. Quant au dernier échasseur de l'équipe adverse à tomber, il reçoit l'échasse d'Argent.
Chez les femmes, la gagnante remporte l'échasse de Diamant. La première lauréate du trophée est Manon Welschen, gagnante en 2022 pour un premier doublé pour les Avresses.
2023 marque le combat pour l'échasse d'Or le plus long jamais enregistré durant près de 2 heures. C'est aussi la première victoire d'une échasseuse des Mélans, Lucie Grognard, pour l'échasse de Diamant. 
2024 est l'année du premier doublé des Mélans (échasse d'or / échasse de Diamant) grâce aux victoires de Martin Dessambre et de Célestine Beaujot.  
| Année | Or                      | Compagnie | Argent              | Diamant           | Compagnie |
| ----- | ----------------------- | --------- | ------------------- | ----------------- | --------- |
| 2024  | Martin DESSAMBRE        | Mélans    | Liam CORBIAUX       | Célestine BEAUJOT | Mélans    |
| 2023  | Rémy TASIAUX (2)        | Avresses  | Antoine VAN RIJKEL  | Lucie GROGNARD    | Mélans    |
| 2022  | Frédéric GILON (2)      | Avresses  | Cyril DOYEN         | Manon WELSCHEN    | Avresses  |
| 2021  | Robin BOTRON            | Avresses  | Emilien MAATLIA     | -                 |           |
| 2020  | / (*)                   | / (*)     | / (*)               | -                 |           |
| 2019  | Christophe CORBIAUX (8) | Avresses  | Martin DESSAMBRE    | -                 |           |
| 2018  | Jérémy FRIPPIAT         | Avresses  | Yves DELLIEU        | -                 |           |
| 2017  | Rémy TASIAUX            | Avresses  | Martin DESSAMBRE    | -                 |           |
| 2016  | Benoît GILLARD (3)      | Mélans    | Christophe CORBIAUX | -                 |           |
| 2015  | Julien GOBIET (2)       | Avresses  | Benoît GILLARD      | -                 |           |
| 2014  | Christophe CORBIAUX (7) | Avresses  | Benoît GILLARD      | -                 |           |
| 2013  | Justin CZENKI           | Avresses  | Olivier PIRAUX      | -                 |           |
| 2012  | Julien GOBIET (1)       | Avresses  | Benoît GILLARD      | -                 |           |
| 2011  | Olivier ENGLEBERT       | Avresses  | Benoît GILLARD      | -                 |           |
| 2010  | Nicolas DESSAMBRE       | Mélans    | Christophe CORBIAUX | -                 |           |
| 2009  | Benoît GILLARD (2)      | Mélans    | Christophe CORBIAUX | -                 |           |
| 2008  | Christophe CORBIAUX (6) | Avresses  | Benoît GILLARD      | -                 |           |
| 2007  | Benoît GILLARD (1)      | Mélans    | Christophe CORBIAUX | -                 |           |
| 2006  | Christophe CORBIAUX (5) | Avresses  | Yves DELLIEU        | -                 |           |
| 2005  | Oliver PIRAUX           | Mélans    | Christophe CORBIAUX | -                 |           |
| 2004  | Benjamin CORBIAUX       | Avresses  | Patrick DESSAMBRE   | -                 |           |
| 2003  | Christophe CORBIAUX (4) | Avresses  | Bertrand PATRIS     | -                 |           |
| 2002  | Alain VANRIJKEL (2)     | Mélans    | Frédéric GILON      | -                 |           |
| 2001  | Christophe CORBIAUX (3) | Avresses  | François ENGLEBERT  | -                 |           |
| 2000  | Hugues WILLEMART        | Avresses  | Benoît GILLARD      | -                 |           |
| 1999  | Thierry JACOB           | Mélans    | Christophe CORBIAUX | -                 |           |
| 1998  | Christophe CORBIAUX (2) | Avresses  | Thierry JACOB       | -                 |           |
| 1997  | Thierry ATKINS (4)      | Avresses  | Benoît GILLARD      | -                 |           |
| 1996  | Frédéric GILON (1)      | Avresses  | Benoît GILLARD      | -                 |           |
| 1995  | Alain VANRIJKEL (1)     | Avresses  | Thierry JACOB       | -                 |           |
| 1994  | Christophe CORBIAUX (1) | Avresses  | Patrick DESSAMBRE   | -                 |           |
| 1993  | Bertrand PATRIS         | Avresses  | Richard HOUZEE      | -                 |           |
| 1992  | Patrick DESSAMBRE       | Mélans    | Hugues WILLEMART    | -                 |           |
| 1991  | Thierry ATKINS (3)      | Avresses  | Richard HOUZEE      | -                 |           |
| 1990  | Luc DANZAIN (2)         | Mélans    | Thierry ATKINS      | -                 |           |
| 1989  | Thierry CORBIAUX (7)    | Avresses  | Luc DANZAIN         | -                 |           |
| 1988  | Thierry CORBIAUX (6)    | Avresses  | Luc DANZAIN         | -                 |           |
| 1987  | Jean TYTGAT             | Avresses  | Patrick DESSAMBRE   | -                 |           |
| 1986  | Thierry CORBIAUX (5)    | Avresses  | ? à déterminer ?    | -                 |           |
| 1985  | Thierry ATKINS (2)      | Avresses  | ? à déterminer ?    | -                 |           |
| 1984  | Thierry ATKINS (1)      | Avresses  | ? à déterminer ?    | -                 |           |
| 1983  | Luc DANZAIN (1)         | Mélans    | ? à déterminer ?    | -                 |           |
| 1982  | Thierry CORBIAUX (4)    | Avresses  | ? à déterminer ?    | -                 |           |
| 1981  | Thierry CORBIAUX (3)    | Avresses  | ? à déterminer ?    | -                 |           |
| 1980  | Thierry CORBIAUX (2)    | Avresses  | Luc DANZAIN         | -                 |           |
| 1979  | Philippe BOURGEOIS (4)  | Avresses  | -                   | -                 |           |
| 1978  | Philippe BOURGEOIS (3)  | Avresses  | -                   | -                 |           |
| 1977  | Nicolas SOMMA           | Avresses  | -                   | -                 |           |
| 1976  | Philippe BOURGEOIS (2)  | Avresses  | -                   | -                 |           |
| 1975  | Thierry CORBIAUX (1)    | Avresses  | -                   | -                 |           |
| 1974  | Philippe BOURGEOIS (1)  | Avresses  | -                   | -                 |           |
| 1973  | Dany BOURGEOIS          | Avresses  | -                   | -                 |           |
| 1972  | Jacques WILLEMART       | Avresses  | -                   | -                 |           |
| 1971  | Guy BOLAND              | Mélans    | -                   | -                 |           |
| 1970  | Luc PIERROUX            | Mélans    | -                   | -                 |           |
| 1969  | Guy De France           | Avresses  | -                   | -                 |           |
| 1968  | Jacques CORNEZ          | Avresses  | -                   | -                 |           |
| 1967  | Christian REKKO         | Mélans    | -                   | -                 |           |

* Année sans joute pour cause de crise sanitaire du Covid-19.

### Palmarès depuis 1967
- Compagnie des Avresses - 43 échasses d'or et 1 échasse de diamant.
- Compagnie des Mélans - 13 échasses d'or et 1 échasse de diamant.
- Christophe Corbiaux et Thierry Corbiaux sont les seuls à avoir remporté l'échasse d'or plus de 5 fois (respectivement 8 et 7 fois).

## Reconnaissances
- 2004 : Reconnus comme « Chef-d'œuvre du patrimoine oral et immatériel de la Communauté Francaise »[12]
- 2011 : Gaillarde d'Argent décernée par le Comité Central de Wallonie[13]
- 2011 : Élus « Namurois des Namurois » par les auditeurs de Vivacité et les lecteurs de La Meuse et  du Vlan[14]
- 2016 : Officier du Mérite Wallon. Titre remis par le Gouvernement Wallon[15]
- 2021 : Inscription des joutes sur échasses de Namur sur la liste du patrimoine culturel immatériel de l'humanité (UNESCO)[16]

Les échasseurs sont représentés sur la Fresque des Wallons présente sur l'Hôtel de Ville de Namur.